# Vesko
Vesko je moško osebno ime.

## Izvor imena
Ime Vesko je izpeljano iz imena Veselko.

## Pogostost imena
Po podatkih Statističnega urada Republike Slovenije je bilo na dan 31. decembra 2007 v Sloveniji 9 oseb z imenom Vesko.

## Osebni praznik
Vesko lahko goduje takrat kot Veselko.